# NGC 7612
NGC 7612 је лентикуларна галаксија у сазвежђу Пегаз која се налази на NGC листи објеката дубоког неба.
Деклинација објекта је + 8° 34' 37" а ректасцензија 23h 19m 44,1s. Привидна величина (магнитуда) објекта NGC 7612 износи 12,7 а фотографска магнитуда 13,7. NGC 7612 је још познат и под ознакама UGC 12512, MCG 1-59-50, CGCG 406-68, IRAS 23170+0820, PGC 71089.